# Nový velký ilustrovaný slovník naučný
Nový velký ilustrovaný slovník naučný est une encyclopédie en langue tchèque.

## Volumes
| Numéro | Entrées                               | Année |
| ------ | ------------------------------------- | ----- |
| 1.     | A – Asiago                            | 1929  |
| 2.     | Asianismus – Björnstjerna             | 1929  |
| 3.     | Bks. – Církevní pohřeb                | 1930  |
| 4.     | Církevní právo – ČSR                  | 1930  |
| 5.     | ČSR – Difterie                        | 1930  |
| 6.     | Difthong – Elektrické vidění na dálku | 1930  |
| 7.     | Elektrické visuté dráhy – Fuscamin    | 1930  |
| 8.     | Fuse – Hertvík                        | 1930  |
| 9.     | Hertvis – Chojnice                    | 1930  |
| 10.    | Chokand – Klíč                        | 1931  |
| 11.    | Klíček – Legie                        | 1931  |
| 12.    | Legionář – Med                        | 1931  |
| 13.    | Měď – No                              | 1931  |
| 14.    | Noa – Phylobog                        | 1931  |
| 15.    | Physalis – Reni Quido                 | 1931  |
| 16.    | Renk Anton – Šorm František           | 1932  |
| 17.    | Šošoni – Zyznowski Jan                | 1932  |
| 18.    | Supplément 1 Aabenraa – Majolika      | 1933  |
| 19.    | Supplément 2 Majolité – Středomoří    | 1933  |
| 20.    | Supplément 3 Středověk – Žveykal Jan  | 1934  |